# Otro nivel de música
Otro Nivel de Música es el nombre del álbum de estudio debut del cantante de reguetón, J Álvarez. Fue publicado el 30 de agosto de 2011 por Flow Music y NelFlow Records.

## Recepción
El artista firmó un contrato discográfico con Sony Music Latin, en 2011, el álbum alcanzó la posición #36 en la categoría Top Latin Albums y la posición #2 en la categoría Latin Rhythm Albums de la revista estadounidense Billboard.
Contiene el sencillo «La pregunta», el cual ocupó la posición #1 en varias listas de éxitos de Latinoamérica, llegó a las primeras posiciones de muchas radios en los Estados Unidos y Puerto Rico, y estuvo en los top 6 del Latin Rhythm de Billboard.
El álbum ganó el Latin Grammy en la categoría «Mejor álbum de música urbana»
La canción «Junto Al Amanecer» del álbum fue top 37 en Hot Latin Songs de Billboard.
En 2012, se lanzó una edición especial titulada Reloaded, con 15 canciones nuevas para su lanzamiento. Esta edición especial fue nominada para los Premios Grammy Latinos de 2012 como Mejor Álbum de Música Urbana.
En 2019, Spotify lanzó una edición titulada Otro nivel de música 2, el cual se trató de una recopilación de algunas canciones.

## Recepción crítica
El álbum recibió críticas mixtas por su gran desarrollo y concepto musical que este presentaba, el crítico Thom Jurek de Allmusic le otorgó cuatro estrellas de cinco y destacó el álbum de manera elogiante.

«Javid David Álvarez Fernández (mejor conocido simplemente como J Álvarez) recibió sólidas críticas por su mixtape debut, El Dueño del Sistema, en 2009. Con DJ Nelson a su lado, la dulce voz de J Álvarez , sobre ritmos seductores y limpios, imaginativos producción, atrajo la atención de los críticos antes que los programadores de radio. Pero se mantuvo en el juego, actuando donde y cuando podía. La persistencia dio sus frutos. Primero fue el segundo mixtape, El Movimiento, que fue seguido por una reedición en edición especial de El Dueño del Sistema. Lo que se reveló como prometedor en esos primeros lanzamientos se ha materializado por completo en Otro nivel de música. Mientras que el sencillo de vista previa del álbum, "La Pregunta", con su alma caprichosa de club-dub, ofreció un sabor, Otro nivel de música (traducido: A New Level of Music) contiene la friolera de 20 pistas empapadas de reggaetón de alta calidad, creando un Groove dinámico y fluido que lo hace ideal tanto para bailar como para escuchar perreo. Entre las pistas destacadas se incluyen "Junto al Amanecer", "Se Hace la Difícil", el pulso trancey de "Más Dinero, Más Mujeres, Más Drama", "Sexo, Sudor y Calor" con tintes eróticos y "Bailarina". También hay una versión salsa de "Junto al Amanecer" que aparece justo antes del banger de tintes oscuros "Date un Trago", que cierra el set. Otro nivel de música es un aturdidor; esta vez debería atraer no solo a la crítica, sino también al público que compra discos, y también a un montón de DJ de clubes y productores de remixes».

## Lista de canciones

### Edición estándar (2011)
| N.º      | Título                                     | Productor(es)       | Duración |  |
| 1.       | «Junto al amanecer»                        | Montana             | 4:11     |  |
| 2.       | «Regálame una noche» (con Arcángel)        | Montana             | 4:09     |  |
| 3.       | «Ahí eh»                                   | Montana             | 3:49     |  |
| 4.       | «Carita angelical»                         | Montana             | 4:30     |  |
| 5.       | «La pregunta»                              | Montana             | 4:29     |  |
| 6.       | «Se hace la difícil» (con Voltio)          | Montana             | 3:56     |  |
| 7.       | «Más dinero, más problemas, más drama»     | Eliot               | 4:03     |  |
| 8.       | «La desordena»                             | Dexter & Mr. Greenz | 3:35     |  |
| 9.       | «Ponte pa' mi»                             | Perreke             | 3:29     |  |
| 10.      | «Déjalo atrás»                             | Montana             | 4:23     |  |
| 11.      | «Será tu corte»                            | Eliot               | 3:16     |  |
| 12.      | «Sexo, sudor y calor» (con Ñejo & Dálmata) | Montana             | 4:11     |  |
| 13.      | «Welcome to the party»                     | Montana             | 4:14     |  |
| 14.      | «La falda roja»                            | Musicólogo & Menes  | 3:51     |  |
| 15.      | «Déjame llegar»                            | Eliot               | 3:30     |  |
| 16.      | «Bailarina»                                | Montana             | 3:45     |  |
| 17.      | «Quédate aquí» (con Eliot)                 | Eliot               | 3:40     |  |
| 18.      | «Nada es eterno»                           | Eliot               | 4:20     |  |
| 19.      | «Junto al amanecer (Salsa Versión)»        | Eliot               | 4:18     |  |
| 20.      | «Date un trago (Bonus Track)»              | Dexter & Mr. Greenz | 3:53     |  |
| 01:19:42 |                                            |                     |          |  |

### Reloaded (2012)
| N.º      | Título                               | Productor(es)                 | Duración |  |
| 1.       | «Por encima de ti (Intro)»           | Montana                       | 2:48     |  |
| 2.       | «Esperándote» (con Arcángel)         | Montana                       | 3:37     |  |
| 3.       | «Hoy desperté»                       | Montana                       | 4:24     |  |
| 4.       | «Aquí se va a quedar» (con Jory)     | Montana                       | 2:36     |  |
| 5.       | «Tu aroma»                           | Dexter & Mr. Greenz, Jan Paul | 3:33     |  |
| 6.       | «Alucinándote» (con Zion & Lennox)   | Montana                       | 4:17     |  |
| 7.       | «Actúa»                              | Musicólogo & Menes            | 3:32     |  |
| 8.       | «No demores» (con Farruko)           | Musicólogo & Menes            | 3:40     |  |
| 9.       | «La pregunta»                        | Montana                       | 4:29     |  |
| 10.      | «La música es vida»                  | Loco B & Mad Bass             | 3:37     |  |
| 11.      | «Siempre anda en la de ella»         | Yai & Toly                    | 4:25     |  |
| 12.      | «Sexo y vacilón»                     | Nelflow                       | 3:31     |  |
| 13.      | «Buscándote la vuelta»               | Montana                       | 3:00     |  |
| 14.      | «Si te sientes sola»                 | Yampi                         | 3:30     |  |
| 15.      | «After party» (con Yaga & Mackie)    | Montana                       | 4:09     |  |
| 16.      | «Carita angelical»                   | Montana                       | 4:29     |  |
| 17.      | «Más dinero, más mujeres, más drama» | Eliot                         | 4:02     |  |
| 18.      | «Nada es eterno»                     | Eliot                         | 4:21     |  |
| 19.      | «Tremenda loca» (con Naldo)          | Gaby Music                    | 3:40     |  |
| 20.      | «Carta pa'l primo»                   | Montana                       | 4:58     |  |
| 01:16:54 |                                      |                               |          |  |

### Edición spotify (2019)
| N.º   | Título                                      | Productor(es)                          | Duración |  |
| 1.    | «La pregunta»                               | Montana                                | 4:29     |  |
| 2.    | «Sexo, sudor y calor» (con Ñejo & Dálmata)  | Montana                                | 4:11     |  |
| 3.    | «Tentándome» (con Anuel AA)                 | D-Note, Mikey Tone y JX                | 4:06     |  |
| 4.    | «Esa boquita»                               | Eliot Feliciano y Sheeno               | 3:29     |  |
| 5.    | «Haters (Remix)» (con Bad Bunny y Almighty) | Mikey Tone, JX, Rvssian y DJ Luian     | 5:28     |  |
| 6.    | «Quería revelarse» (con Ozuna)              | D-Note, Mikey Tone, JX, DJ Urba & Rome | 3:33     |  |
| 7.    | «Tú quieres» (con El Micha)                 | Eliot, Kevin ADG y Chan El Genio       | 3:13     |  |
| 8.    | «De la mía personal»                        | Montana                                | 3:43     |  |
| 9.    | «La temperatura»                            | Luny Tunes, Predikador y Noriega       | 3:35     |  |
| 10.   | «El duelo»                                  | Montana                                | 3:05     |  |
| 38:56 |                                             |                                        |          |  |

## Posición en listas
| Listas (2012)                      | Mejor posición |
| ---------------------------------- | -------------- |
| US Top Latin Albums (Billboard)    | 36             |
| US Latin Rhythm Albums (Billboard) | 2              |